# Precious (canción de Depeche Mode)
«Precious» (en español, Precioso) es el cuadragésimo primer disco sencillo del grupo inglés de música electrónica Depeche Mode, el primero de su álbum Playing the Angel de 2005.
Fue publicado el 3 de octubre de 2005 en Europa por Mute Records y el 11 de octubre de 2005 en Estados Unidos. Es un tema compuesto por Martin Gore, producido por Ben Hillier. El sencillo llegó a la cuarta posición en las listas de Reino Unido. En cambio, en los Estados Unidos alcanzó el puesto 71.º en el Hot 100 y el 23.º en el Modern Rock Tracks y fue primer lugar en la lista de música dance.
Consta de tres ediciones, CD, DVD y disco de vinilo, además de haber estado disponible también como descarga digital. Como lado B se incluyó el tema Free, también de Gore, pero solo en su edición inglesa, el cual adicionalmente aparece también en la edición japonesa de Playing the Angel.

## Descripción
Precious es una balada rítmica hecha de un modo más acentuadamente sintético, como DM no hacía desde varios de sus temas inmediatamente anteriores, excepto por un casi disuelto acompañamiento de guitarra conduciendo los versos. Rodeada de la textual declaración de Martin Gore de que la escribió inspirada en su divorcio de Suzanne Boisvert, la canción pareciera dedicada a su relación perdida, sin embargo él mismo reveló poco después que en realidad estaba dirigida a sus hijos, Viva Lee, Ava Lee y Kalo. Es un melancólico tema de amor frustrado en una notación electrónica media, lo cual lo hace oír triste, además de la suplicante letra en la voz de barítono de David Gahan que solo lo hace aún más nostálgico.
La canción en realidad tiene una melodía idéntica a la del tema clásico de DM de 1990 Enjoy the Silence, solo que construida de diferente manera, y muy alejada del discurso semi industrial del álbum Playing the Angel, pues es más bien una de las más suaves que contiene la colección, mientras el único posible elemento industrial es un casi disuelto sonido de hélice que solo al cierre suena en primer plano.
Sobre su vuelta a un sonido meramente electrónico, evidente sobre todo en el segundo puente hecho con una sonora melodía de sintetizador, el tema simplemente se convirtió quizás en el más reciente clásico de DM, lo cual demuestran dos aspectos, es el único que se ha tocado en todos los conciertos desde su publicación, y es de los últimos temas del grupo publicados como disco sencillo estándar en ambos lados del mundo, pues casi todos los siguientes han aparecido en América solo en ediciones promocionales.
Además de su forma más electrónica, el tema también regresó a la melancolía y el intimismo que harían tan famosos algunos pretéritos éxitos de DM como Somebody, Shake the Disease o la añeja See You, a la cual de hecho recuerda de algún modo debido a que la base principal está realizada con una notación de teclado en una forma simplista igual que aquel tema de 1982, aunque en este caso pareciera musicalizar un llanto.
Mientras el significado de la mayoría de las canciones de Depeche Mode no son revelados, pues Martin Gore prefiere que las personas encuentren su propio significado, se hizo una excepción con Precious, revelando que la canción fue escrita por sus hijos y lo que ellos debieron haber pasado cuando él se estaba divorciando de su madre.

## Lado B
El único tema presentado como lado B fue la canción Free, una función sumamente sintética de mucho ritmo complementada con un persistente efecto de vacío, pero solo se incluyó en la versión europea del sencillo, y no en sus ediciones americanas.
Esta tiene la forma de un tradicional lado B, muy a diferencia de casi todos los temas inmediatamente anteriores de DM que aparecieron en sencillos, pues es un tipo de canción con mucho potencial comercial, y por lo tanto se volvió un objeto de culto entre sus seguidores, casi un anzuelo o una broma para coleccionistas, debido a que con el auge de Internet la canción no es difícil de conseguir.
Es un tema largo, de letra algo abundante y dramática, todo al ritmo de una estilizada musicalización íntegramente sintetizada, con efectos varios que nunca opacan lo electrónico de su melodía.

## En otros medios
En el final del primer episodio de la quinta temporada de la serie Smallville llamado "Arrival", aparece esta canción. 
Asimismo, en el final del capítulo 11 de la primera temporada de Bones, episodio llamado "La mujer en el coche" (The woman in the car), aparece de nueva cuenta Precious, pues llegaba a acoplarse un poco con el tema de las cirugías plásticas y la fugacidad de éstas (aunque de antemano se sabe el origen de esta canción).

## Formatos

### En CD y DVD
| Mute CD Bong35 Precious |                                 |          |  |
| N.º                     | Título                          | Duración |  |
| 1.                      | «Precious»                      | 4:10     |  |
| 2.                      | «Precious» (Sasha's Spooky Mix) | 5:45     |  |

| Mute LCD Bong35 Precious |                                                  |          |  |
| N.º                      | Título                                           | Duración |  |
| 1.                       | «Precious» (Sasha's Gargantuan Vocal Mix [Edit]) | 7:11     |  |
| 2.                       | «Precious» (Misc. Full Vocal Mix)                | 5:43     |  |
| 3.                       | «Free»                                           | 5:12     |  |

| Promocional Mute PCD Bong35 Precious |                                                  |          |  |
| N.º                                  | Título                                           | Duración |  |
| 1.                                   | «Precious» (Sasha's Spooky Mix [Edit])           | 7:33     |  |
| 2.                                   | «Precious» (Sasha's Gargantuan Vocal Mix [Edit]) | 7:15     |  |
| 3.                                   | «Precious» (Michael Mayer Balearic Mix)          | 7:18     |  |
| 4.                                   | «Precious» (Misc. Full Vocal Mix)                | 5:41     |  |
| 5.                                   | «Precious» (Misc. Crunch Mix)                    | 6:51     |  |
| 6.                                   | «Precious» (Motor Remix)                         | 6:37     |  |

| Mute RCD Bong35 Precious |                            |          |  |
| N.º                      | Título                     | Duración |  |
| 1.                       | «Precious» (radio version) | 3:45     |  |

| Mute DVD Bong35 Precious |                                        |          |  |
| N.º                      | Título                                 | Duración |  |
| 1.                       | «Precious» (video promocional)         | 4:03     |  |
| 2.                       | «Precious» (Motor Remix)               | 6:37     |  |
| 3.                       | «Precious» (Michael Mayer Ambient Mix) | 3:33     |  |

| Sire/Reprise/Mute 42831-2 Precious |                                           |          |  |
| N.º                                | Título                                    | Duración |  |
| 1.                                 | «Precious» (Sasha's Spooky Mix)           | 7:33     |  |
| 2.                                 | «Precious» (Sasha's Gargantuan Vocal Mix) | 7:10     |  |
| 3.                                 | «Precious» (Michael Mayer Balearic Mix)   | 7:18     |  |
| 4.                                 | «Precious» (Misc. Full Vocal Mix)         | 5:41     |  |
| 5.                                 | «Precious» (Misc. Crunch Mix)             | 6:51     |  |
| 6.                                 | «Precious» (Motor Mix)                    | 6:37     |  |

| Promocional PRO CD Sire/Reprise/Mute 101656 Precious |                                   |          |  |
| N.º                                                  | Título                            | Duración |  |
| 1.                                                   | «Precious» (US radio version)     | 4:07     |  |
| 2.                                                   | «Precious» (Misc. Full Vocal Mix) | 5:41     |  |
| 3.                                                   | «Waiting for the Night» (Bare)    | 4:19     |  |

| PRO CDR Sire/Reprise/Mute 101658 Precious |                                                  |          |  |
| N.º                                       | Título                                           | Duración |  |
| 1.                                        | «Precious» (Calderone & Quayle Damaged Club Mix) | 12:04    |  |
| 2.                                        | «Precious» (Sasha's Spooky Mix [Edit])           | 5:44     |  |
| 3.                                        | «Precious» (Sasha's Gargantuan Vocal Mix [Edit]) | 7:10     |  |
| 4.                                        | «Precious» (DJ Dan 4 A.M. Mix)                   | 9:51     |  |
| 5.                                        | «Precious» (Michael Mayer Balearic Mix)          | 7:18     |  |
| 6.                                        | «Precious» (Misc. Full Vocal Mix)                | 5:41     |  |
| 7.                                        | «Precious» (Misc. Crunch Mix)                    | 6:51     |  |
| 8.                                        | «Precious» (Motor Mix)                           | 6:37     |  |

| PRO CDR Sire/Reprise/Mute 101611 Precious |                               |          |  |
| N.º                                       | Título                        | Duración |  |
| 1.                                        | «Precious» (US Radio version) | 4:07     |  |
| 2.                                        | «Precious» (Versión álbum)    | 4:14     |  |

### En disco de vinilo
7 pulgadas Mute Bong35  Precious
| Lado A |                                |          |  |
| N.º    | Título                         | Duración |  |
| 1.     | «Precious» (versión del álbum) | 4:10     |  |

| Lado B |                                        |          |  |
| N.º    | Título                                 | Duración |  |
| 1.     | «Precious» (Michael Mayer Ambient Mix) | 3:37     |  |

12 pulgadas Mute P12Bong35  Precious
| Lado A |                                                 |          |  |
| N.º    | Título                                          | Duración |  |
| 1.     | «Precious» (Sasha's Spooky Mix [versión larga]) | 10:32    |  |

| Lado AA |                                                          |          |  |
| N.º     | Título                                                   | Duración |  |
| 1.      | «Precious» (Sashas Gargantuan Vocal Mix [versión larga]) | 9:40     |  |

12 pulgadas doble Sire/Mute/Reprise 0-42831  Precious
Disco uno
| Lado A |                                      |          |  |
| N.º    | Título                               | Duración |  |
| 1.     | «Precious» (versión del álbum)       | 3:47     |  |
| 2.     | «Precious» (Sasha's Spooky Mix Edit) | 7:33     |  |

| Lado B |                                                |          |  |
| N.º    | Título                                         | Duración |  |
| 1.     | «Precious» (Sasha's Gargantuan Vocal Mix Edit) | 7:10     |  |
| 2.     | «Precious» (Misc. Full Vocal Mix)              | 5:41     |  |

Disco dos
| Lado C |                                         |          |  |
| N.º    | Título                                  | Duración |  |
| 1.     | «Precious» (Michael Mayer Balearic Mix) | 7:18     |  |

| Lado D |                               |          |  |
| N.º    | Título                        | Duración |  |
| 1.     | «Precious» (Misc. Crunch Mix) | 6:51     |  |
| 2.     | «Precious» (Motor Mix)        | 6:37     |  |

12 pulgadas promocional limitado Mute PL12Bong35  Precious
| Lado A |                                         |          |  |
| N.º    | Título                                  | Duración |  |
| 1.     | «Precious» (Misc. Full Vocal Mix)       | 5:41     |  |
| 2.     | «Precious» (Michael Mayer Balearic Mix) | 7:18     |  |

| Lado B |                               |          |  |
| N.º    | Título                        | Duración |  |
| 1.     | «Precious» (Motor Remix)      | 6:37     |  |
| 2.     | «Precious» (Misc. Crunch Mix) | 6:51     |  |

### Digital
| Sire/Reprise Precious |                               |          |  |
| N.º                   | Título                        | Duración |  |
| 1.                    | «Precious» (US Radio version) | 4:07     |  |
| 2.                    | «Free»                        | 5:10     |  |

| Sire/Reprise Precious |                                                         |          |  |
| N.º                   | Título                                                  | Duración |  |
| 1.                    | «Precious» (Calderone & Quayle Damaged Club Mix [Edit]) | 4:26     |  |
| 2.                    | «Precious» (Sasha's Spooky Mix [Short Edit])            | 4:12     |  |
| 3.                    | «Precious» (Sasha's Gargantuan Vocal Mix [Short Edit])  | 4:15     |  |
| 4.                    | «Precious» (DJ Dan 4 AM Mix [Edit])                     | 4:49     |  |
| 5.                    | «Precious» (Michael Mayer Balearic Mix [Edit)           | 4:25     |  |
| 6.                    | «Precious» (Misc. Full Vocal Mix [Edit])                | 4:24     |  |
| 7.                    | «Precious» (Misc. Crunch Mix [Edit])                    | 4:25     |  |
| 8.                    | «Precious» (Motor Remix [Edit])                         | 3:46     |  |

## Vídeo promocional
El vídeo de "Precious", filmado en Londres, fue dirigido por Uwe Flade, quien llegó al grupo por medio de Dave Gahan pues dirigió el vídeo Bottle Living de su proyecto solista Paper Monsters en 2003.
El director había realizado también el anterior video del grupo, "Enjoy the Silence 04", el cual fue nada menos que una animación, y para "Precious" hizo algo parecido al situar a los tres integrantes impecablemente trajeados en un escenario íntegramente virtual, en este caso un barco de vapor, mientras en los puentes de la canción se muestra a las criaturas del cielo y del río donde navegan como curiosos seres inorgánicos semi-robotizados, mientras DM canta en un salón del navío, Dave Gahan camina en sus irreales pasillos y aparece entre la maquinaria que lo mueve, la cual en realidad está hecha de sintetizadores.
En la última imagen, los tres músicos llegan al puerto de una plantación y al ritmo del cierre de la canción caminan por la abundante vegetación del campo hacia el sol naciente.
El vídeo se incluye en la edición en DVD de "Precious", en The Best of Depeche Mode Volume 1 de 2006 y en Video Singles Collection de 2016.
Adicionalmente para la gira Tour of the Universe el director Anton Corbijn realizó una simplista proyección de fondo para las interpretaciones del tema en cada concierto, en donde aparecía gradualmente un texto mientras la esfera común a todas las proyecciones de esa gira era una rueda de tipos como los que usaban las máquinas de escribir eléctricas, pero no se movía, solo iba apareciendo el texto. Para la gira Delta Machine Tour de 2013, Corbijn dirigió una proyección para el tema igual de simplista pero aún más curiosa al mostrar imágenes de varios perros, uno tras otro, refiriéndolos como el concepto de lo "precioso".

## En directo
Precious apareció en la correspondiente gira Touring the Angel en todas las fechas y después fue el único tema de Playing the Angel que se incorporó para las giras Tour of the Universe y Delta Machine Tour como una de las interpretadas en cada uno de los conciertos. Después se reincorporó como tema rotativo en la gira Global Spirit Tour. Posteriormente reapareció en todas las fechas del Memento Mori World Tour.
La interpretación en escenarios se ha hecho electroacústica, con batería de Christian Eigner y Martin Gore en la guitarra, la cual de paso es más sonora a como aparece en el álbum, aunque sin relegar la base sintética principal.

## Tabla de resultados

### Reino Unido
El sencillo fue lanzado en descargas digitales y a las tiendas en el mismo día, 3 de octubre de 2005. Se añadió a la lista XFM a mediados de septiembre. También llegó a la BBC Radio 2's A-List. El 2 de octubre de 2005, que alcanzó el #49 en el Airplay de UK, llegando al #27 el 16 de octubre de 2005. El 9 de octubre de 2005, el sencillo debutó en el #4 en el UK Singles Chart, dándoles su posición más alta de éxitos del Reino Unido en ocho años (Barrel of a Gun, 1997), y también comparable a la de People Are People en 1984. El sencillo se mantuvo durante un total de cinco semanas en la lista.

### Estados Unidos
"Precious" alcanzó el #71 en el Billboard Hot 100 y en el #23 en las listas del Modern Rock Tracks. Este fue el primer sencillo de Depeche Mode en entrar a esa lista desde "Dream On" en el 2001. La canción también superó tanto en las listas del Hot Dance Music / Club Play y el Hot Dance Singles Sales.
"Precious" fue originalmente lanzado a la radio de EE. UU. y en descarga digital el 22 de agosto de 2005. Poco después de este lanzamiento, este alcanzó el #70 en el Billboard Pop 100, #53 en la lista Hot Digital Songs y # 47 en la lista Hot Digital Tracks.
Durante los próximos dos meses, llegó a ser apoyado por 53 estaciones de radio de rock alternativo de EE. UU. Durante este tiempo, subió al Modern Rock Tracks de un debut original en el #38 el 8 de octubre de 2005 y el #24 el 25 de noviembre de 2005. Se mantuvo en el #24 en diciembre y, finalmente, alcanzó el #23 el 7 de enero de 2006.
"Precious" fue lanzada a las tiendas en los Estados Unidos el 11 de octubre de 2005. Una semana más tarde, en la lista en el 29 de octubre de 2005, alcanzó el #3 en las listas del Hot 100 Singles Sales y también debutó en el Hot 100 en el #99, después de "descender" en la semana anterior. Este mismo día en superó tanto en las listas del Hot Dance Music / Club Play y el Hot Dance Singles Sales y alcanzó el #27 en la lista Modern Rock Tracks.
La semana siguiente, el 5 de noviembre de 2005, "Precious" alcanzó el número 1 en la lista Singles Sales. Esto empujó al #71 en el Hot 100 y #52 en el Pop 100.
"Precious" debutó en el #39 en el Adult Top 40 el 3 de diciembre de 2005. Este alcanzó el #32 el 31 de diciembre de 2005.

## Posicionamiento
| Lista (2005)                     | Mejor posición |
| -------------------------------- | -------------- |
| Lista de sencillos alemana       | 2              |
| Lista de sencillos austriaca     | 9              |
| Lista de sencillos danesa        | 1              |
| Lista de sencillos española      | 1              |
| Lista de sencillos finlandesa    | 2              |
| Lista de sencillos francesa      | 32             |
| Lista de sencillos italiana      | 1              |
| Lista de sencillos neerlandesa   | 11             |
| Lista de sencillos noruega       | 4              |
| Lista de sencillos sueca         | 1              |
| Lista de sencillos suiza         | 12             |
| UK Singles Chart                 | 4              |
| US Billboard Hot 100             | 71             |
| US Billboard Hot Dance Club Play | 1              |
| US Billboard Hot Digital Songs   | 50             |
| US Billboard Pop 100             | 52             |